# Valenus
Valenus is een kevergeslacht uit de familie van de boktorren (Cerambycidae). De wetenschappelijke naam van het geslacht werd voor het eerst geldig gepubliceerd in 1891 door Casey.

## Soorten
Valenus is monotypisch en omvat slechts de volgende soort:
- Valenus inornatus Casey, 1891